# ستروماتوليت

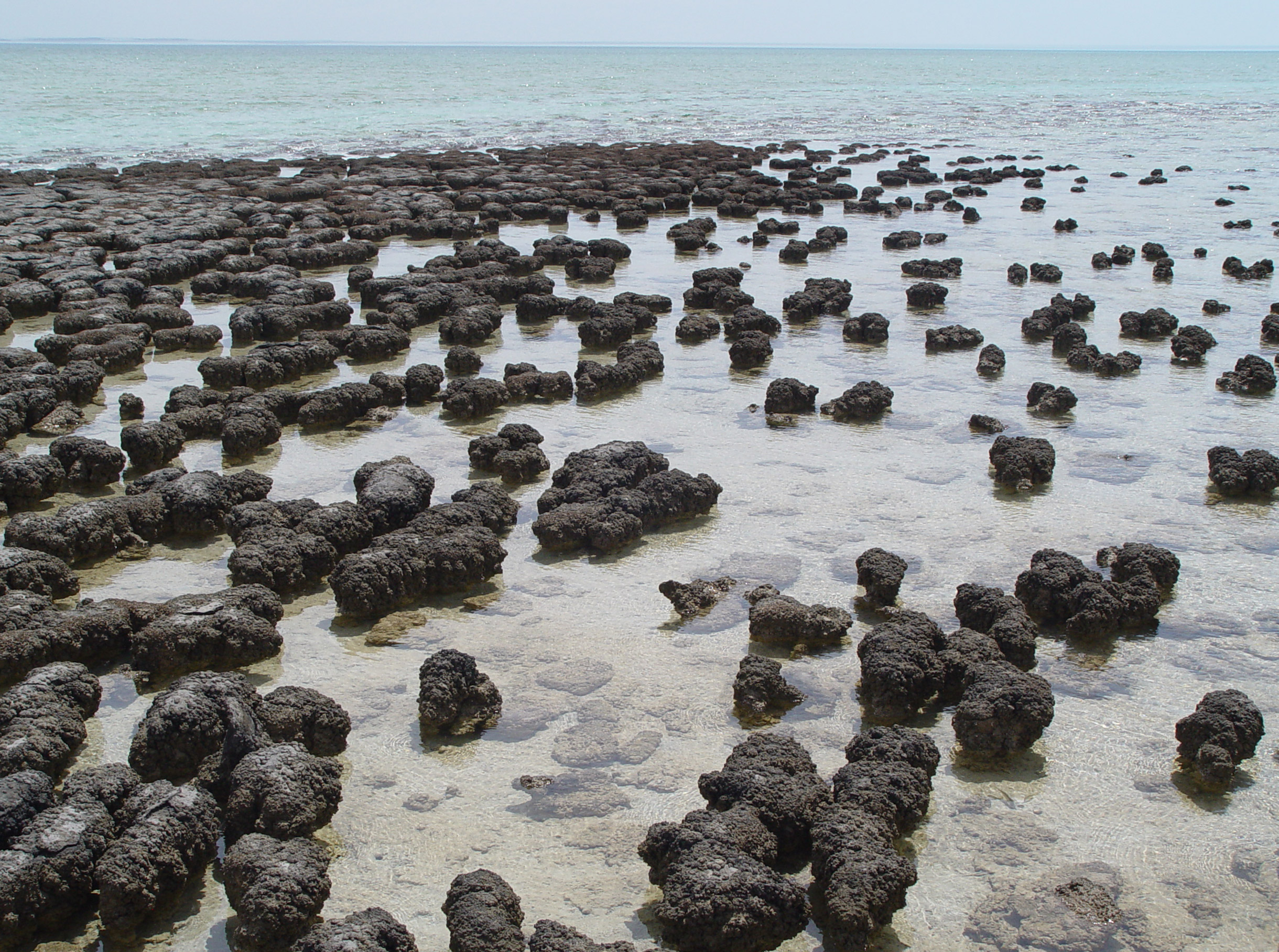
مستعمرة ستروماتوليت حية في غرب أستراليا "شارك باي" ، محمية طبيعية "هاملين بول"

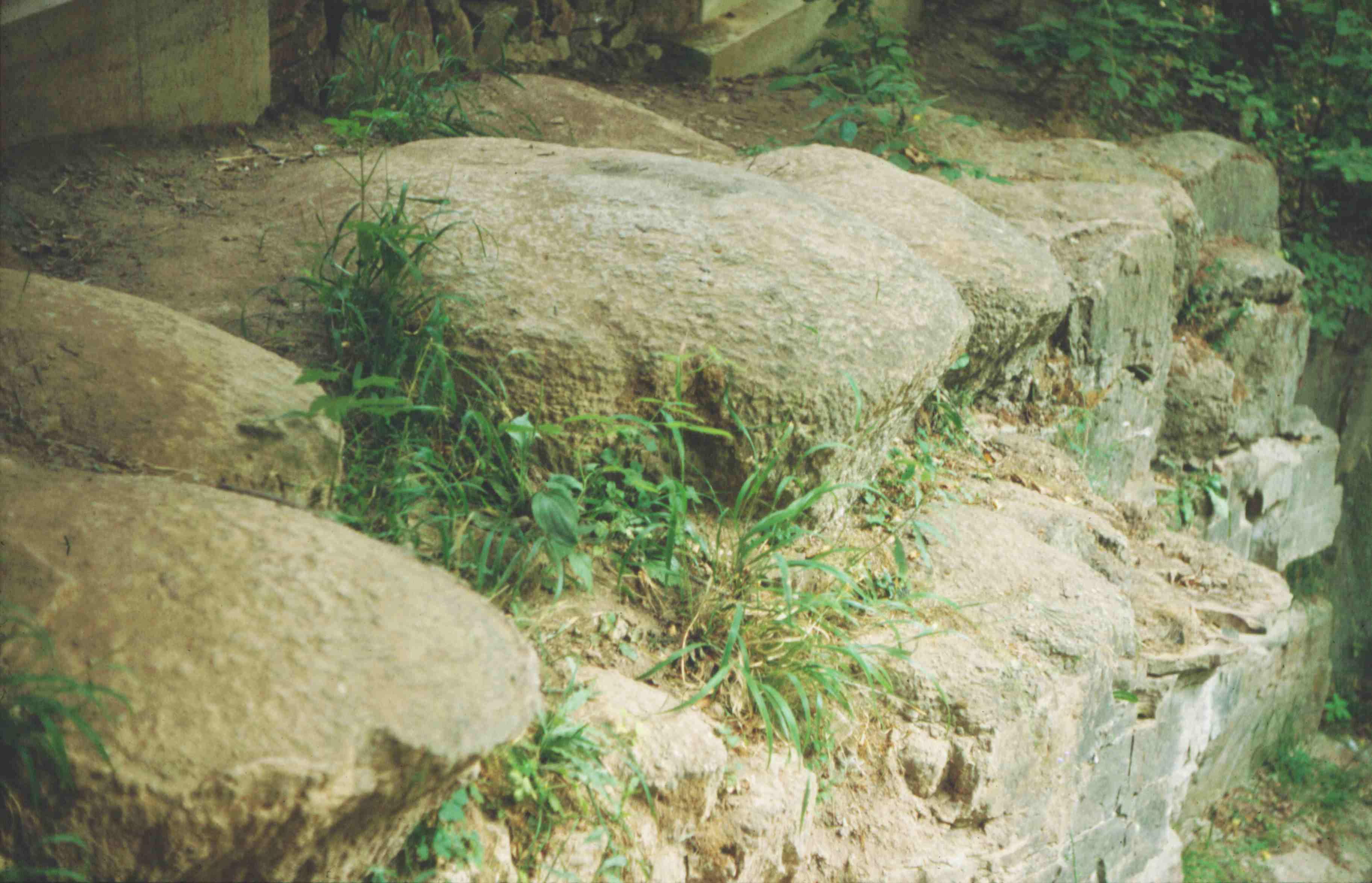
أحفورة ستروماتوليت في حجر جيري ملون من منطقة فيلهيلم هال في ولاية ساكسن-أنهالت ،ألمانيا.

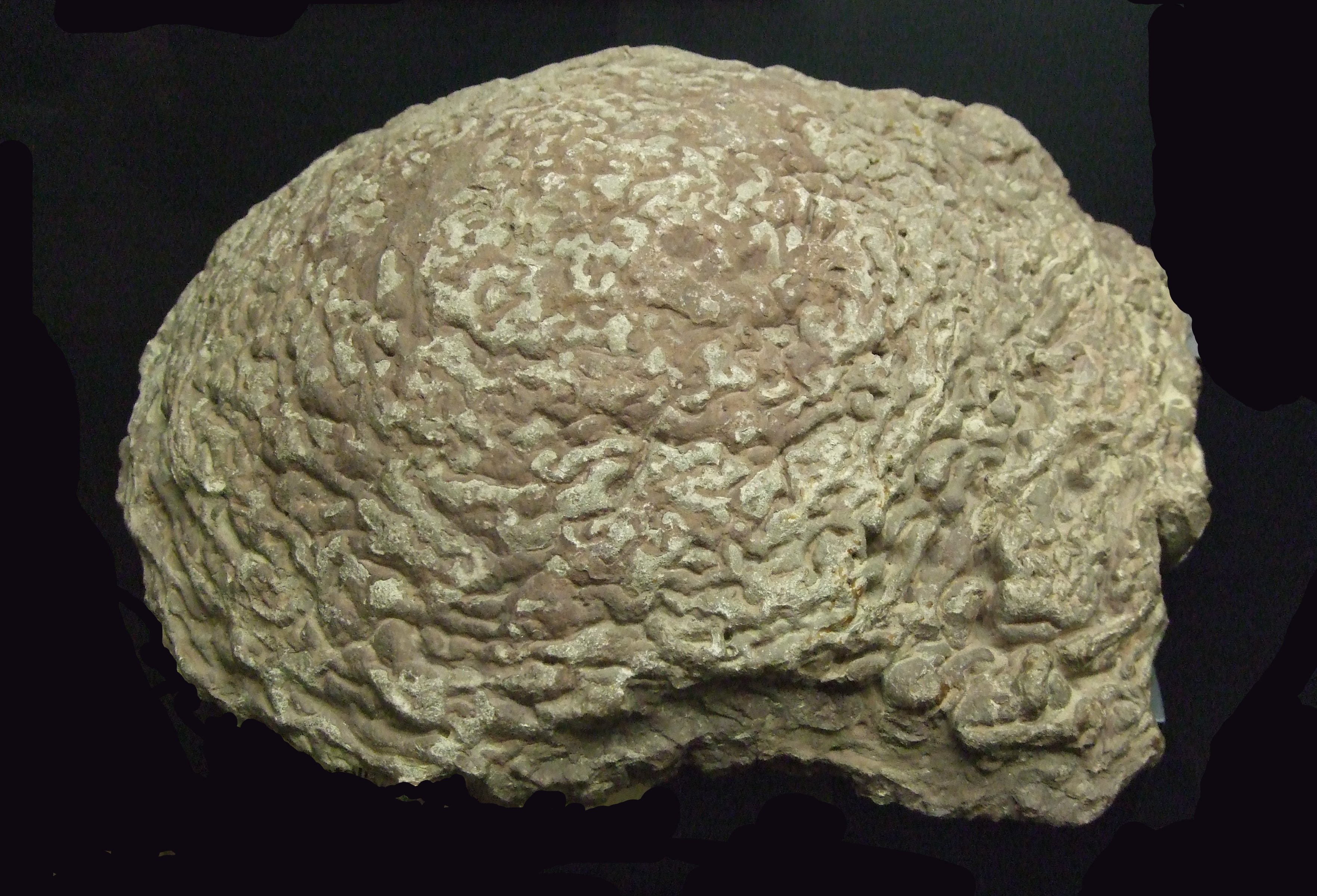
ستروماتوليت أحفوري من منجم ملح "أسا" بالقرب من براونشوايج، ألمانيا.

ستروماتوليت (باللاتينية: Stromatolite)، هي صخور رسوبية كانت تحتوي على كائنات حية تعتبر أقدم الميكروبات على الأرض . كانت تلك الأحياء تعيش متكاثفة على أسطح الصخور في المياه الضحلة على حبيبات رسوبية ومواد مذابة في الماء وفي مقدورها التمثيل الغذائي. وهي عادة تكون طبقات فوق بعضها البعض وتحتوي على طبقات رقيقة جدا من الحجر الجيري. ظهرت أحياء الستروماتوليت على الارض منذ نحو 5و2 مليار سنة في حقبة زمنية تسمى دهر الطلائع.(بالمقارنة ظهرت الحيوانات الكبيرة على الأرض منذ نحو 500 مليون سنة ) .
كانت ظروف البيئة ملائمة لحياتها فكان الجو دافئا والمياه الضحلة متوفرة وأشعة الشمس متوقرة ، و المعادن التي تعيش عليها مذابة في الماء . ومنها مايزال يعيش في وقتنا الحالي ، إلا أن العلماء يفرقون ما بين ستروماتوليت القديم - ما قبل 12 ألف سنة - وما يعيش الآن علي الأرض منذ 12000 سنة.
تختلف بنية الستروماتوليت ، فبعضها مسطح أو طبقات مسطحة أو تشكل قبوات . يشبه بعضها بما لها من قباب متكلسة نبات القرنبيط.
تعتبر الستروماتوليت من أقدم الكائنات الحية على الأرض ، يرجع تاريخها إلى نحو 5و2 مليار سنة سبقت .